# 福岡運輸支局
福岡運輸支局（ふくおかうんゆしきょく）は国土交通省の47都道府県にある運輸支局のひとつ。陸運部門と海事部門は所在地のみならず管轄区域も全く異なり、実質的に別の事務所であるとも言える。傘下に複数の出先機関を持つ。

## 福岡運輸支局

### 本庁舎（陸運関係）
本庁舎で交付される自動車のナンバープレートは「福岡」ナンバーになる。1964年の「福岡」「北九州」分割以前は福岡県全域を対象に「福」ナンバーを交付していた（「福」は旧字体であった）。
- 所在地：福岡県福岡市東区千早3丁目10-40
- 管轄区域：福岡市・春日市・大野城市・太宰府市・筑紫野市・宗像市・糸島市・古賀市・福津市・那珂川市・糟屋郡

### 門司港庁舎（海事関係）
- 所在地：福岡県北九州市門司区西海岸1丁目3-10　門司港湾合同庁舎6F
- 管轄区域：北九州市（門司区、小倉北区及び小倉南区）、行橋市、豊前市、飯塚市、田川市、嘉麻市、京都郡、築上郡、田川郡、嘉穂郡
  - 陸運部門管轄区域（福岡市など）の海事関係事務は九州運輸局本局庁舎で行う。

### 出先機関

#### 陸運関係
北九州自動車検査登録事務所
交付される自動車のナンバープレートは「北九州」ナンバーとなる。
- 所在地：福岡県北九州市小倉南区新曽根4-1
- 管轄区域：北九州市、行橋市、豊前市、中間市、遠賀郡、京都郡、築上郡

筑豊自動車検査登録事務所
交付される自動車のナンバープレートは「筑豊」ナンバーとなる。
- 所在地：福岡県飯塚市仁保23-39
- 管轄区域：直方市、飯塚市、田川市、嘉麻市、宮若市、鞍手郡、嘉穂郡、田川郡

久留米自動車検査登録事務所
交付される自動車のナンバープレートは「久留米」ナンバーとなる。
- 所在地：福岡県久留米市上津町2203-290
- 管轄区域：久留米市、大牟田市、柳川市、朝倉市、八女市、筑後市、大川市、小郡市、みやま市、朝倉郡、うきは市、三井郡、三潴郡、八女郡

#### 海事関係
若松海事事務所
- 所在地：福岡県北九州市若松区本町1丁目14-12　若松港湾合同庁舎
- 管轄区域：北九州市（若松区、戸畑区、八幡東区、八幡西区）、直方市、中間市、宮若市、遠賀郡、鞍手郡